# Midnight Cowboy
Midnight Cowboy är en amerikansk dramafilm från 1969 i regi av John Schlesinger, med Dustin Hoffman och Jon Voight i huvudrollerna.

## Handling
Bondgrabben Joe Buck (Jon Voight) från Texas flyttar till New York för att försörja sig som gigolo. Det är dock inte lika enkelt som han tänkt sig. Han blir bekant med Enrico Salvatore "Ratso" Rizzo (Dustin Hoffman), en polioskadad och tuberkulossjuk man som lever ett ganska sjaskigt liv. De båda männen utvecklar en djup vänskap.

## Rollista i urval
| Dustin Hoffman | – Enrico Salvatore "Rico" Rizzo, även kallad Ratso (Råttan) |
| Jon Voight     | – Joe Buck                                                  |
| Sylvia Miles   | – Cass                                                      |
| John McGiver   | – Mr. O'Daniel                                              |
| Brenda Vaccaro | – Shirley                                                   |
| Barnard Hughes | – Towny                                                     |
| Ruth White     | – Sally Buck                                                |
| Jennifer Salt  | – Annie                                                     |
| Viva           | – Gretel                                                    |
| Bob Balaban    | – Ung student                                               |

## Priser och utmärkelser
Midnight Cowboy vann tre Oscar vid Oscarsgalan 1970, bästa film, bästa regi och bästa manus efter förlaga. Filmen vann också kategorin bästa film vid BAFTA-galan 1970.
Ledmotivet "Everybody's Talkin'", en låt skriven av Fred Neil och inspelad av Harry Nilsson, blev en stor internationell hitsingel tack vare filmen.